# انسان‌زاد
انسان‌زاد یا آنتروپوژن (به انگلیسی: Anthropogenic) تغییرهایی هستند که به دست انسان در طبیعت صورت می‌پذیرد. این تغییرات می‌توانند در محیط زیست، تنوع زیستی یا منابع دیگر صورت پذیرند. تاکنون گزارش‌های مختلفی دربارۀ تغییرهای آب‌وهوایی توسط سازمان ملل متحد در مورد ارزیابی علل تغییرات اقلیمی منتشر شده‌است. جدیدترین گزارش ویژه در مورد گرمایش جهانی تأیید می‌کند که تغییرهای مشاهده شده در آب و هوای جهانی و منطقه‌ای طی ۵۰ سال گذشته، تقریباً به‌طور کامل ناشی از تأثیر انسان بر سیستم آب و هوایی جهانی است و نه به دلایل طبیعی. انسان‌ها به طرق مختلف بر محیط فیزیکی خود تأثیر می‌گذارند. تأثیراتی مانند افزایش جمعیت، آلودگی، سوزاندن سوخت‌های فسیلی، جنگل‌زدایی و غیره. اینگونه تاثیرات باعث تغییرات آب و هوایی، فرسایش خاک، کیفیت آب هوا و غیره شده است. از دیگر کارکردهای انسان بر طبیعت اثرات ناشی از شهرنشینی و تاثیر آن بر دمای محلی و میدان باد و همچنین تاثیرات بارندگی و بخار آب آزاد شده توسط انسان و یا تاثیرات مربوط به فرآیندهای احتراق سوخت در خودروها و سایر دستگاه‌ها و سیستم‌های مکانیکی است.

## طبقه‌بندی
فعالیت‌های انسان‌زاد در هفت دسته اصلی طبقه‌بندی می‌شوند:
- فناوری
- کشاورزی
- جنگ
- فعالیت‌های معدنی
- صنایع
- محصولات صنعتی
- حمل و نقل

## تأثیرات قابل توجه
فعالیت‌های انسان‌زاد، چهار تأثیر بزرگ اکوسیستمی و زیستی-زمینی داشته‌اند:
- تنوع زیستی
- چرخه نیتروژن
- چرخه کربن
- تپه‌های مرجانی